# Parc provincial de la République
Le parc provincial de la République est un parc provincial du Canada située dans la province du Nouveau-Brunswick à Edmundston. On retrouve dans le parc un musée de l'automobile et le jardin botanique du Nouveau-Brunswick, ainsi qu'un camping de 150 emplacements. Il est géré par le ministère du Tourisme et des Parcs (en).